# أولغا أوستاكوفا
أولغا أوستاكوفا (بالتشيكية: Olga Hostáková)‏ مواليد 11 أبريل 1975 في تشيكوسلوفاكيا، هي لاعبة كرة مضرب تشيكية سابقة بدأت مسيرتها كمحترفة سنة 1992، اعتزلت اللعب في 2001. أعلى تصنيف لها في الفردي كان المركز الـ 336 في سنة 1994. أعلى تصنيف لها في الزوجي كان المركز الـ 187 في سنة 1995.

## النهائيات

### الفردي (2–0)
| الحصيلة | الرقم | التاريخ       | الدورة             | الأرضية | المنافس        | النتيجة  |
| ------- | ----- | ------------- | ------------------ | ------- | -------------- | -------- |
| الفوز   | 1.    | 9 أغسطس 1993  | بادربورن، ألمانيا  | ترابية  | إيرينا زفيريفا | 6–0, 6–0 |
| الفوز   | 2.    | 24 يوليو 1995 | أوربيتيلو، إيطاليا | ترابية  | كريستينا سالفي | 6–4, 7–5 |

## روابط خارجية
- أولغا أوستاكوفا على موقع رابطة محترفات التنس (الإنجليزية)
- أولغا أوستاكوفا على موقع الاتحاد الدولي لكرة المضرب (الإنجليزية)
- أولغا أوستاكوفا على موقع خلاصة التنس.كوم (الإنجليزية)